# Jadwiga Prolińska
Jadwiga Prolińska-Chrzanowska (ur. 18 kwietnia 1927 w Winnikach, zm. 23 marca 1984 w Warszawie) – polska piosenkarka, aktorka teatralna i filmowa, której największa popularność przypadała na przełom lat 50. i 60. XX wieku.

## Życiorys
Była córką Józefa Prolińskiego i Eugenii z Andruchowskich. W Stanisławowie ukończyła szkołę średnią, zaś w 1945 roku zamieszkała wraz z rodziną w Szczecinie, gdzie studiowała na Wydziale Chemii Wyższej Szkoły Inżynierskiej i uczyła się śpiewu u Zofii Tokarzewskiej. Debiutowała na estradzie w roku 1950, biorąc udział w koncertach organizowanych przez Państwową Organizację Imprez Artystycznych „Artos” w Szczecinie. Występowała również w Zespole Żywego Słowa. 
W tym samym roku zamieszkała w Warszawie. W 1951 roku zdała eksternistyczny egzamin estradowy, który uprawniał ją do wykonywania zawodu piosenkarki. W latach 1952–1955 współpracowała z Teatrem Satyryków (1952-1955), gdzie wylansowała piosenkę pt. A skąd to tak (ros. mel. lud). A następnie w Teatrze Satyryków „Syrena” (1955-56) pod kier. Kazimierza Rudzkiego, Janusza Warneckiego i Jerzego Jurandota. Występowała m.in. w programach: Ministerstwo satyry, Nic nowego, 7 śmiechów głównych i Diabli nadali.
Śpiewała na estradach całego kraju i współpracowała z Polskim Radiem. Występowała i nagrywała płyty m.in. z orkiestrami Jana Cajmera, Zygmunta Karasińskiego, Waldemara Kazaneckiego, Józefa Mazurkiewicza, Bogusława Klimczuka i Jerzego Abratowskiego. Największa popularnością w jej wykonaniu cieszyła się piosenka w rytmie walca pt. Pójdę na Stare Miasto, który nagrała 21 lipca 1953 roku z orkiestrą Waldemara Kazaneckiego i z towarzyszeniem Chóru Czejanda. 
Występowała również Telewizji Polskiej, gdzie zaśpiewała m.in. w programie rozrywkowym Andrzeja Androchowicza i Andrzeja Rokity pt. Zapraszamy na pół czarnej (Szczecin, 1970) oraz zagrała Olimpię w Damie kameliowej (1958) w reż. Adama Hanuszkiewicza. Wystąpiła również w filmie pt. Wraki (1956) w reż. Ewy i Czesława Petelskich w roli piosenkarki Ireny. 
We wrześniu 1960 roku wydrukowano i w tym samym roku wydano publikację muzyczną zawierającą zapis nutowy i tekst pt. Nie patrz na mnie tak, nie patrz: slow-fox: z repertuaru Polskiego Radia śpiewa Jadwiga Prolińska (autorzy: Zygmunt Karasiński – muzyka, Kazimierz Winkler – słowa, Eryk Lipiński – projekt okładki). 
Koncertowała również poza granicami kraju – m.in. w Czechosłowacji, we Francji, w NRD, gdzie brała udział w programach telewizyjnych, a także w Kanadzie i w Stanach Zjednoczonych (głównie dla polonii). Była pierwszą polską piosenkarką, która wprowadziła do repertuaru piosenki oparte na romansach cygańskich i rosyjskich, które przywoziła z koncertów w ZSRR. Występowała m.in. w Baku, Erywaniu, Tbilisi, Doniecku, Charkowie, Dniepropietrowsku, Lwowie, Kiszyniowie.
W związku z postępującą ciężką chorobą, w 1975 roku zakończyła karierę artystyczną. Zmarła 23 marca 1984 roku w Warszawie i została pochowana na Starych Powązkach (kwatera 41-2-16).
14 marca 2014 roku nakładem wydawnictwa Teddy Records w serii płytowej „Muzyka Wspomnień”, ukazał się po latach autorski album piosenkarki Jadwiga Prolińska – ocalone nagrania – zawierający dwadzieścia piosenek w jej wykonaniu. Nagrania zostały zrekonstruowane cyfrowo z archiwalnych taśm Syrena Record Company (U.S.A.).

## Życie prywatne
Dwukrotnie zamężna. Jej pierwszym mężem był Jerzy Grabowski (ślub odbył się 17 października 1953 w Warszawie, rozwód w 1958), drugim Andrzej Chrzanowski (ślub odbył się 6 maja 1965 w Warszawie, rozwód w 1977).

## Wybrany repertuar[1]
- A skąd to tak (ros. mel. lud. – sł. Jerzy Jurandot)
- A śnieg pada (muz. Andriej Eszpaj, Anatol Jewtuszenko – sł. Wiktor Maksymkin)
- A to jest maj (muz. Romuald Żyliński – sł. Artur Międzyrzecki)
- Ballada o kolczykach (muz. Marek Sart – sł. Jerzy Ficowski)
- Bezdomna muzyczka (muz. Marek Sart – sł. Jerzy Ficowski)
- Cyganicha (muz. Bogusław Klimczuk – sł. Andrzej Bianusz)
- Ech, jamszczyk goni konie (mel. lud.)
- Jest taki jeden kraj (muz. Heino Gaze – sł. Helena Kołaczkowska)
- Johnny (muz. Les Paul, Paddy Roberts, Marcel Stellman – sł. Janusz Odrowąż)
- Każda miłość jest pierwsza (muz. Marek Sart – sł. Jerzy Jurandot)
- Ktoś gra walczyka (muz. Jerzy Abratowski – sł. Bronisław Brok)[5]
- Leśne cyganeczki (muz. Marek Sart – sł. Jerzy Ficowski)
- Łódka (mel. ludowa – sł. Jerzy Jurandot)
- Mexicana (muz. Władysław Pawelec – sł. Zbigniew Kaszkur, Zbigniew Zapert)
- Mołdawianka (mel. ludowa – sł. Jan Zalewski)
- Nie patrz na mnie tak (muz. Zygmunt Karasiński – sł. Kazimierz Winkler)
- Niech żyje miłość (mel. lud. – sł. Krystyna Żywulska)
- Oczy czarne (ros. mel. lud.)
- Pieśń mołdawska (mołd. mel. lud. – sł. Jan Zalewski)
- Powróżyć, karty stawiać (muz. Franciszka Leszczyńska – sł. Roman Sadowski)
- Pójdę na Stare Miasto (muz. Władysław Szpilman – sł. Edward Fiszer)
- Rwie mi się serduszko (muz. Marek Sart – sł. Jerzy Ficowski)
- Trzy listy (muz. Leon Boruński – sł. Jerzy Jurandot)
- Ty jesteś moją miłością (muz. Stefan Musiałowski – sł. Irena Grygolunas)
- Wołodia (mel. ludowa – sł. Ludwik Starski, Emanuel Schlechter)
- Zagubiona piosenka (muz. Leopold Korbar – sł. Roman Sadowski)
- Zawsze będzie miłość (muz. Zbigniew Kurtycz – sł. Andrzej Tylczyński)
- Złota trąbka (muz. Jerzy Abratowski – sł. Andrzej Tylczyński)
- Znali, kochali ją (muz. Jerzy Geisler – sł. Jadwiga Urbanowicz)

## Wybrana dyskografia

### Płyty szelakowe
- Mołdawianka / Ej, jamszczyk goni k'jaru (SP, Polskie Nagrania „Muza” 3377)[6]
- Zagubiona piosenka (SP, Polskie Nagrania „Muza” 2395 – kompilacja)[7]
- Jest taki jeden kraj (SP, Polskie Nagrania „Muza” 2399 – kompilacja)[8]
- Nie patrz na mnie tak (SP, Polskie Nagrania „Muza” 3361 – kompilacja)[9]
- Zawsze będzie miłość (SP, Polskie Nagrania „Muza” 3372 – kompilacja)[10]
- Każda miłość jest pierwsza (SP, Pronit 3388 – kompilacja)[11]

### Czwórki
- Jest taki jeden kraj, Zagubiona piosenka, Ballada o kolczykach, Rwie mi się serduszko (EP, Polskie Nagrania „Muza” N 0012)[12]
- Mexicana, Znali ją, kochali ją, Każda miłość jest pierwsza, Powróżyć karty stawiać (EP, Polskie Nagrania „Muza” N 0178)[13]
- Romanse Cygańskie, Mołdawianka, Łódka, Ej, jamszczyk goni k'jaru, Oczy czarne (EP, Pronit N 0149)[14]
- Zawsze będzie miłość, Bezdomna muzyczka (EP, Polskie Nagrania „Muza” N 0167 – kompilacja)[15]

### Single
- Mexicana (SP, Polskie Nagrania „Muza” SP 5)[16]

### Płyty winylowe 10 calowe
- Nie patrz na mnie tak (SP, Polskie Nagrania „Muza” L 0316)

### Kompilacje
- Jadwiga Prolińska – ocalone nagrania (CD, Teddy Records 14567285, 2014)[4]